# Hispanoraphidia castellana
Hispanoraphidia castellana is een kameelhalsvliegensoort uit de familie van de Raphidiidae. De soort komt voor in Spanje en Portugal.
Hispanoraphidia castellana werd voor het eerst wetenschappelijk beschreven door Navás in 1915.